# Szkoła marburska
Szkoła marburska – jedna ze szkół neokantowskich, jej nazwa pochodzi od geograficznego położenia głównego ośrodka tej szkoły – Marburga.
Szkoła marburska wychodziła od trzech punktów kantyzmu (tak jak go rozumiano w XIX wieku):
- poznanie wyrasta ze zmysłów i z myśli, są niezbędne i razem się uzupełniają
- myśl wprowadza do poznania czynnik subiektywności
- poznajemy tylko zjawiska, ale poza zjawiskami istnieje niepoznawalny byt

Myśl szkoły marburskiej, wychodząc od tych twierdzeń, ostatecznie od nich odeszła i doszła do wniosku, że kantyzm trzeba przekształcić.
Jest to filozofia kultury i nauki. Przedstawiciele szkoły marburskiej za najistotniejsze uważali wartości moralne i estetyczne. To wartości duchowe, a nie materialne okiełznanie przyrody, są ekspresją ducha ludzkiego. Człowiek tworzy kulturę, aby poznawać przez nią samego siebie, to ona definiuje naturę człowieka i jego ludzkie przymioty. 
Przez kulturę człowiek żyje w świecie symbolicznym, oplata go sieć symboli, którą tworzą sztuka, religia, język. Żyjemy niejako "wirtualnie" w owej siatce symboli, a nie wśród rzeczy materialnych.   
Nie ufali faktom, byli wrogami empiryzmu. W empiryzmie szkoła marburska widziała największy błąd filozofii.

## Przedstawiciele
Założycielem szkoły marburskiej był Hermann Cohen (1842-1918). Pośród licznych przedstawicieli tej szkoły najwybitniejszy są Paul Natorp (1854-1924) i Ernst Cassirer (1874-1945).